# برسول، ان
برسول، ان (به فرانسوی: Bressolles) یک کمون در فرانسه است که در canton of Montluel واقع شده‌است.

## خصوصیات
برسول ۷٫۹۳ کیلومترمربع مساحت و ۷۱۷ نفر جمعیت دارد و ۲۶۹ متر بالاتر از سطح دریا واقع شده‌است.